# Joshua Sasse
Joshua Seymour Sasse (9 de diciembre de 1987) es un actor inglés, conocido por haber interpretado a Alec Laszlo en la serie Rogue y a Gavalant en la serie Galavant.

## Biografía
Es hijo del fallecido poeta Dominic Sasse y de Mary Rosalind Macauley, tiene una hermana mayor llamada Lydia Nevis Sasse. Su padre murió en el accidente de avión del PIA Flight 268 cuando Joshua tenía sólo 5 años. 
Su bisabuelo materno fue William Ewart Berry, 1.er Vizconde de Camrose, mientras que sus tíos-abuelos son Seymour Berry, 2.º, Vizconde de Camrose y del periodista Michael Berry, Barón de Hartwell.
Se entrenó en el Cygnet Training Theatre de donde se graduó en 2008.
Joshua comenzó a salir con la actriz italiana Francesca Cini, la pareja le dio la bienvenida a su primer hijo, Sebastian Sasse, sin embargo más tarde terminaron su relación.
En el 2015 comenzó a salir con la cantante australiana Kylie Minogue. la pareja se comprometió en febrero del 2016, sin embargo en febrero del 2017 anunciaron que la relación había terminado.

## Carrera
En 2013 se unió al elenco principal de la serie Rogue donde interpretó a Alec Laszlo, el hijo del gánster y empresario Jimmy Laszlo (Marton Csokas), hasta la segunda temporada en 2014.
En 2014 se unió al elenco recurrente de la serie The Neighbors. donde interpretó a DJ Jazzy Jeff.
Ese mismo año se anunció que se había unido al elenco principal de la serie de comedia y fantasía Galavant, donde interpreta al caballero Galavant a partir de su estreno en 2015.
En el 2016 se unió al elenco principal de la nueva serie piloto de la CW: No Tomorrow donde interpretó a Xavier Holliday, hasta el 17 de enero de 2017 después de que la serie fuera cancelada.

## Filmografía

### Series de televisión
| Año         | Título        | Personaje           | Notas        |
| ----------- | ------------- | ------------------- | ------------ |
| 2016 - 2017 | No Tomorrow   | Xavier "X" Holliday | 13 episodios |
| 2015 - 2016 | Galavant      | Galavant            | 18 episodios |
| 2013 - 2014 | Rogue         | Alec Laszlo         | 13 episodios |
| 2014        | The Neighbors | DJ Jazzy Jeff       | 3 episodios  |

### Películas
| Año  | Título                  | Personaje | Notas |
| ---- | ----------------------- | --------- | --- |
| 2023 | El amor está en el aire | William   | junto a Delta Goodrem y Roy Billing                                                                                 |
| 2013 | Frankenstein's Army     | Sergei    | junto a Karel Roden, Robert Gwilym, Alexander Mercury, Luke Newberry, Hon Ping Tang, Andrei Zayats y Mark Stevenson |
| 2010 | The Big I Am            | Rixie     | junto a Leo Gregory, Vincent Regan, Michael Madsen, Robert Fucilla, Steven Berkoff, Esmé Bianco y Paul Kaye         |